# 双河镇 (永吉县)
双河镇，是中华人民共和国吉林省吉林市永吉县下辖的一个乡镇级行政单位。

## 行政区划
双河镇下辖以下地区：
双河镇社区、钼矿社区、苇子沟村、双河村、庙岭村、黑石村、邵家村、桦皮河村、黄狼沟村、镇郊村、大崴子村、长岗村、芹菜沟村、半拉川村和大河川村。